# スプリウス・ナウティウス・ルティルス (紀元前316年の執政官)
スプリウス・ナウティウス・ルティルス（ラテン語: Sprius Nautius Rutilus、生没年不詳）は紀元前4世紀の共和政ローマの政治家・軍人。紀元前316年に執政官（コンスル）を務めた。

## 出自
パトリキ（貴族）であるナウティウス氏族の出身。父も祖父もプラエノーメン（第一名、個人名）はスプリウスである。紀元前287年の執政官ガイウス・ナウティウス・ルティルスは息子と思われる。

## 経歴
ルティルスは紀元前316年に執政官に就任。同僚執政官はプレブス（平民）のマルクス・ポピッリウス・ラエナスであった。この年、サムニウムとの戦争のために独裁官（ディクタトル）ルキウス・アエミリウス・マメルキヌス・プリウェルナスが任命された。このため、両執政官は戦場には赴かず、ローマに留まった。

## 参考資料
- ティトゥス・リウィウス『ローマ建国史』